# Apistomyia trilineata
Apistomyia trilineata är en tvåvingeart som beskrevs av Enrico Adelelmo Brunetti 1911. Apistomyia trilineata ingår i släktet Apistomyia och familjen Blephariceridae. Inga underarter finns listade i Catalogue of Life.